# Perrine Laffont
Perrine Laffont (L'Avelhanet, 28 octubre de 1998) és una esquiadora occitana, especialista en esquí acrobàtic.
És bicampiona del món en l'especialitat de bamps en paral·lel. Es va endur l'or en aquesta especialitat en les edicions de Sierra Nevada el 2017 i en la de Park City (Utah) el 2019. Laffont també és bicampiona de la copa del món d'esquí acrobàtic.
Va guanyar l'or olímpic en la prova de bams als jocs d'hivern celebrats a Pyeongchang el 2018.

## Biografia
Perrine Laffont va néixer a L'Avelhanet, Arieja, el 1998. Es va iniciar en el món de l'esquí de ben petita a l'estació dels Monts d'Olmes, de la mà dels seus pares. Va estudiar a Annecy a la Universitat de Savoia-Mont Blanc.
Amb tan sols 15 anys, va ser seleccionada per a la final de la prova de bamps pels Jocs Olímpics d'hivern del 2014, en representació de França. En aquella ocasió va acabar cinquena en les qualificacions i després, finalment, catorzena en la que va ser la seva primera final olímpica. La temporada següent va participar per primer cop en el Campionat del Món d'esquí acrobàtic, celebrat a Kreischberg (Àustria), on hi va quedar tretzena en la prova de bamps i sisena en la de bamps en paral·lel.
El febrer de 2016, va aconseguir la seva primera victòria a la Copa del Món, el que va significar també el seu primer podi; va ser en la prova de bamps que es va celebrar a Tazawako (Japó). Va obtenir una segona victòria quan es va imposar a la final de la Copa del Món amb els bamps en paral·lel. Això li va permetre acabar finalment tercera en la classificació del del Mundial 2015-2016, darrere de les dues germanes quebequeses Chloé i Justine Dufour-Lapointe.
La següent temporada la va començar amb un desè lloc en la primera prova de la Copa del Món celebrada a Ruka (Finlàndia). En la següent prova celebrada a Lake Placid (Estats Units) també va quedar desena. Laffont haurà d'esperar novament a la prova de Tazawako per a retrovar-se amb el podi, quan va quedar segona per darrere de l'australiana Britteny Cox. A les finals de Thaiwoo (Xina), es va imposar als bamps per davant de Justine Dufour-Lapointe i Britteny Cox. Finalment va acabar segona a la Copa del Món, per darrere de Britteny Cox.
Als mundials de Sierra Nevada de 2017 Laffont va confirmar les seves ambicions de medalla quedant segona a la prova individual de bamps. A l'endemà es va endur el títol més gran que havia guanyat fins aquell moment imposant-se a la final de bamps en paral·lel a Yuliya Galysheva, del Kazakhstan, amb tan sols 18 anys. Amb aquesta medalla d'or Perrine Laffont es va convertir en la primera campiona del món francesa en aquesta especialitat.
Finalment es va consagrar amb l'or olímpic, amb tan sols 19 anys, quan va aconseguir quedar campiona en la prova de bamps als Jocs Olímpics d'hivern de Pyeongchang, el 2018.

## Palmarès
Actualitzat el 24 de juliol de 2023

### Jocs Olímpics
- Sotxi: 14a en bamps
- Pyeongchang:  Or en bamps
- Pequín: 4a en bamps

### Campionats del món
| Prova/Edició                    | Bamps  | Bamps en paral·lel |
| Mundials del 2015 Kreischberg   | 13a    | 6a                 |
| Mundials del 2017 Sierra Nevada | Plata  | Or                 |
| Mundials 2019 Park City         | Bronze | Or                 |
| Mundials 2021 Almati            | Or     | 7a                 |
| Mundials 2023 Bakuriani         | Or     | Or                 |

### Campionats del món júnior
| Prova/Edició                       | Bamps  | Bamps en paral·lel |
| Mundials 2013 Chiesa in Valmalenco | 5a     | Bronze             |
| Mundials 2014 Chiesa in Valmalenco | Bronze | 4a                 |
| Mundials 2015 Chiesa in Valmalenco | Or     | Or                 |
| Mundials 2016 Åre                  | Or     |                    |

### Copa del món

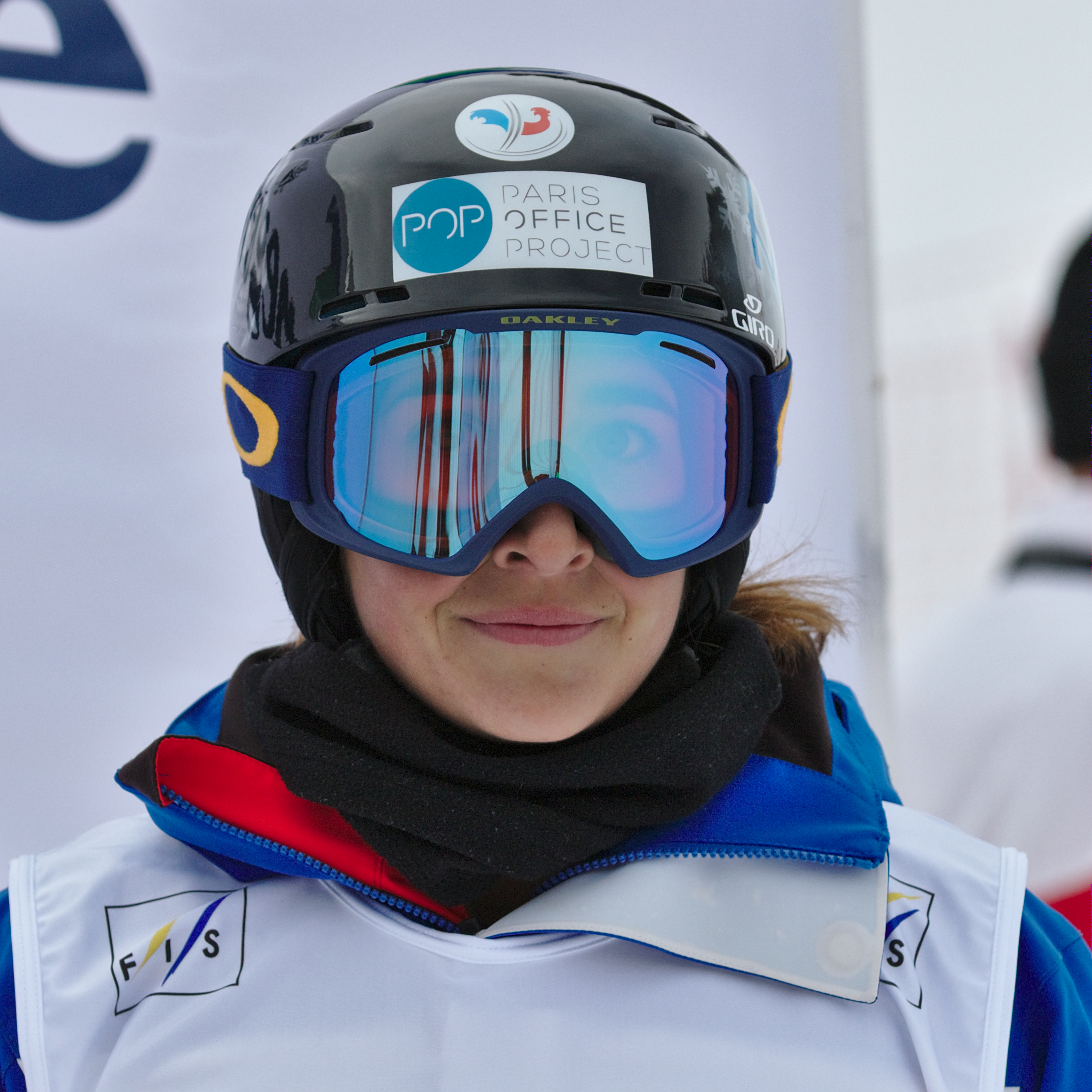
Perrine Laffont a Megéva el març del 2018.

- Millor classificació general: 4a el 2018.
- Millor classificació en bamps: 1a el 2018 i el 2019.
- 21 podis i 9 victòries (fins al març del 2019)

#### Diferents classificacions a la Copa del Món
| Any/Classificació | General | General | Bamps  | Bamps |
| ----------------- | ------- | ------- | ------ | ----- |
| Any/Classificació | Class.  | Punts   | Class. | Punts |
| 2014              | 88a     | 14      | 19a    | 154   |
| 2015              | 61a     | 16,89   | 16a    | 152   |
| 2016              | 11a     | 51,75   | 3a     | 414   |
| 2017              | 9a      | 59,55   | 2a     | 655   |
| 2018              | 4a      | 60,70   | 1a     | 607   |
| 2019              |         |         | 1a     |       |

#### Podis
| Data                   | Lloc           | Classificació | Disciplina |
| ---------------------- | -------------- | ------------- | ---------- |
| 27 de febrer de 2016   | Tazawako       | 1a            | Bamps      |
| 5 de març de 2016      | Moscou         | 1a            | Paral·lels |
| 10 de desembre de 2016 | Ruka           | 2a            | Bamps      |
| 13 de gener de 2017    | Lake Placid    | 2a            | Bamps      |
| 18 de febrer de 2017   | Tazawako       | 2a            | Bamps      |
| 25 de febrer de 2017   | Thaiwoo        | 1a            | Bamps      |
| 26 de febrer de 2017   | Thaiwoo        | 2a            | Paral·lels |
| 6 de gener de 2018     | Calgary        | 2a            | Bamps      |
| 10 de gener de 2018    | Deer Valley    | 1a            | Bamps      |
| 11 de gener de 2018    | Deer Valley    | 2a            | Bamps      |
| 3 de març de 2018      | Tazawako       | 1a            | Bamps      |
| 18 de març de 2018     | Megéva         | 2a            | Bamps      |
| 7 de desembre del 2018 | Ruka           | 1a            | Bamps      |
| 14 de desembre de 2018 | Thaiwoo        | 3a            | Bamps      |
| 15 de desembre de 2018 | Thaiwoo        | 2a            | Paral·lels |
| 12 de gener de 2019    | Calgary        | 2a            | Bamps      |
| 18 de gener de 2019    | Lake Placid    | 2a            | Bamps      |
| 26 de gener de 2019    | Mont-Tremblant | 1a            | Bamps      |
| 23 de març de 2019     | Tazawako       | 1a            | Bamps      |
| 24 de març de 2019     | Tazawako       | 1a            | Paral·lels |
| 2 de març de 2019      | Shymbulak      | 2a            | Bamps      |

## Distincions
- Cavaller de la Legió d'Honor (2018)[16]